# Probursa veneris
Probursa veneris är en plattmaskart. Probursa veneris ingår i släktet Probursa och familjen Uteriporidae. Inga underarter finns listade i Catalogue of Life.